# Конклав 1721 года
Конклав 1721 года был созван после смерти Папы Климента XI. Он начался 31 марта 1721 года и закончился 8 мая того же года избранием кардинала Микеланджело деи Конти папой римским Иннокентием XIII.

## Разделения в Коллегии кардиналов
Коллегия кардиналов была разделена на четыре фракции: две политические и две куриальные. Имперскую фракцию, самую сильную фракция в Священной коллегии, возглавлял имперский министр кардинал Альтан; её сила оценивалась от двадцати до двадцати пяти голосов. Они представляли интересы императора Священной Римской империи Карла VI.
Бурбонская фракция — группа кардиналов, защищавших интересы двух католических держав, управляемых королями из династии Бурбонов — Франции и Испании — включала в себя одиннадцать или двенадцать кардиналов. Они представляли интересы Людовика XV Французского и Филиппа V Испанского.
Климентинская партия образовала третью фракцию: Аннибале Альбани, кардинал-племянник Климента XI, был лидером группы кардиналов, которых возвёл его дядя. По разным оценкам, их число оценивалось от восьми до пятнадцати.
Наконец, дзеланти сформировали партию кардиналов, выступавших против светского влияния на Церковь. Их лидером был кардинал Фаброни. Её численность оценивалась от шести до двенадцати человек.
Ожидалось, что две куриальные фракции — климентинская и дзеланти — объединят свои силы на конклаве.

## Папабили
Около тридцати кардиналов считались папабилями, но среди них всеобщим фаворитом считался Франческо Пиньятелли. Его поддерживала Австрия, также он имел много сторонников среди дзеланти. Аннибале Альбани официально поддерживал кандидата от Австрии, но на самом деле хотел избрать Фабрицио Паолуччи, который был государственным секретарём при его дяде. Другими кандидатами, имевшими серьезные шансы на избрание, были Корсини, Танара, Конти, Памфили, Барбариго и Гоццадини.

## Отлучённые кардиналы
На момент смерти Папы Климента XI два кардинала, Джулио Альберони и Луи Антуан де Ноай, были отлучены от церкви. Однако было принято решение пригласить их на конклав. Кардинал де Ноай отказался от участия в конклаве из-за своего преклонного возраста и плохого состояния здоровья.
Другая проблема беспокоила кардинала-вице-канцлера Оттобони: он еще не был рукоположен. Но в конечном итоге ему также разрешили принять участие в конклаве.

## Конклав

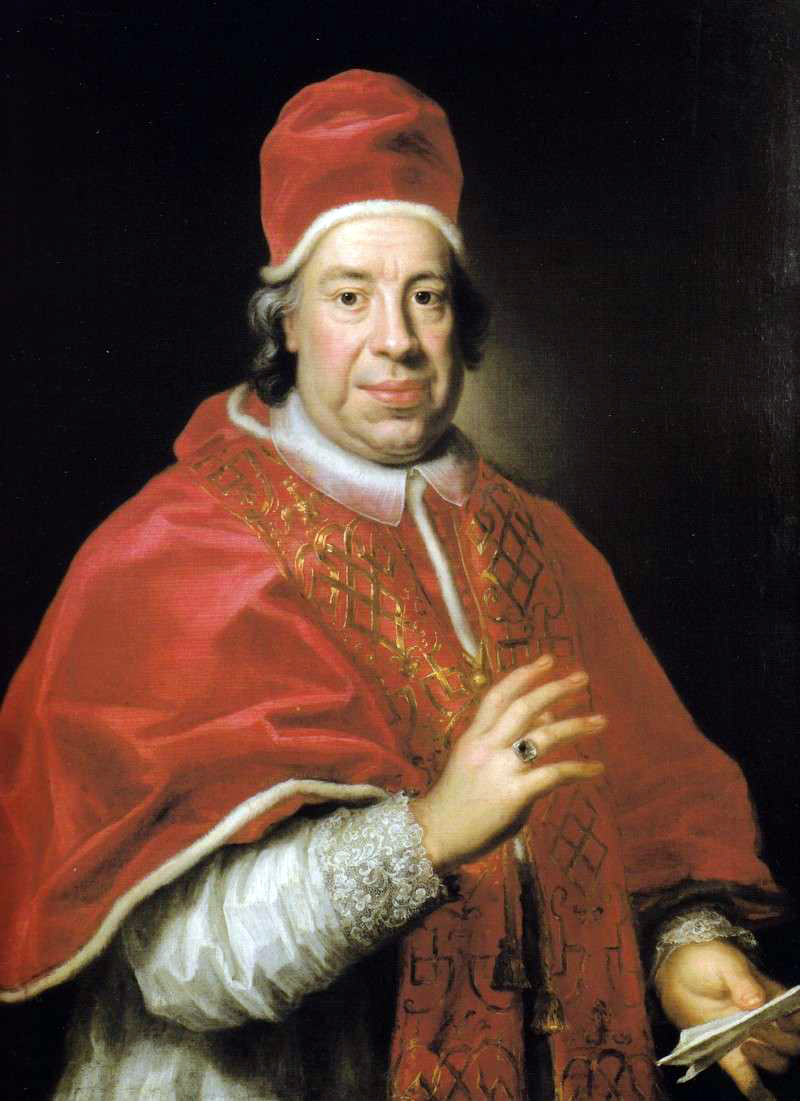
Папа Иннокентий XIII

Только двадцать семь кардиналов вошли в конклав 31 марта. К 9 апреля число выборщиков достигло всего сорока. Два последних кардинала, Тома Филипп Вальра Д’Энен-Льетар д’Эльзас и Дамиан Гуго Филипп фон Шёнборн, прибыли только 7 мая.
Кардинал Аннибале Альбани, пользуясь небольшим числом выборщиков (в основном куриальных кардиналов, назначенных его дядей), пытался добиться быстрого избрания своего кандидата Фабрицио Паолуччи. В ходе первого тура голосования, проведённого утром 1 апреля, Паолуччи получил восемь голосов на баллотировке и два дополнительных в accessus. На втором голосовании, вечером того же дня Паолуччи не хватило всего трёх голосов для избрания. Однако в это время кардинал Альтан (единственный кардинал короны, присутствовавший на ранних баллотировках) от имени императора Карла VI объявил об официальном исключении Паолуччи..
Императорское вето оказалось весьма успешным. Утром 2 апреля ни один голос не достался кардиналу-государственному секретарю. В тот же день на конклав прибыл французский кардинал де Роган. Он поблагодарил Альтана за его действия против Паолуччи.
В течение апреля было предложено несколько кандидатов — Спада, Гоццадини, Корнаро, Караччоло, — но ни один из них не смог получить значительной поддержки. 20 апреля прибыл кардинал Сьенфуэгос с новыми инструкциями императорского двора. В конце этого месяца стало ясно, что наибольшие шансы на избрание имеет кардинал Конти, предложенный французской фракцией. 25 апреля Конти получил семь голосов. Однако имперская фракция всё ещё ждала прибытия своего главного кандидата Пиньятелли и имела указание голосовать за Конти только в крайнем случае. Однако когда 1 мая Пиньятелли, наконец, присоединился к выборщикам, Испания, официально исключила его кандидатуру. Крах Пиньятелли имел решающее значение: имперская фракция, признав невозможность избрания своего кандидата, согласилась голосовать за Конти. В последующие дни куриальные фракции также обещали Конти свою поддержку.

## Избрание Папы Иннокентия XIII
Утром 8 мая в семьдесят пятом туре голосования кардинал Микеланджело деи Конти был избран Папой, получив пятьдесят четыре голоса из пятидесяти пяти. Единственный голос против был его собственным, который он отдал Себастьяно Антонио Танаре, декану Священной Коллегии кардиналов. Он принял свое избрание и взял имя Иннокентий XIII, в честь папы Иннокентия III, также из семьи Конти. Чуть позднее кардинал-протодьякон Бенедетто Памфили объявил народу Рима об его избрании древней формулой Habemus Papam, а 18 мая торжественно короновал его на ступенях патриаршей Ватиканской базилики.